# فن الخطابة

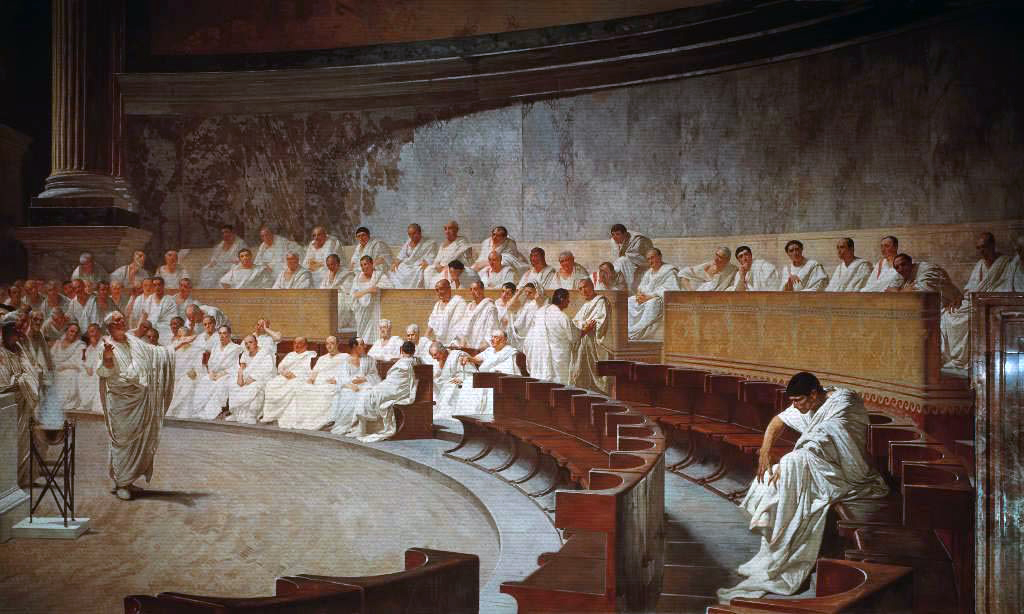
الخطيب الروماني شيشرون يتحدث إلى مجلس الشيوخ الروماني. شيشرون يستنكر كاتيلين (1889)، لوحة جدارية من تصميم سيزاري ماكاري

فن الخطابة (وتسمى أيضًا الخطابة العامة أو إلقاء الخطب أمام الجمهور) هي عملية أو فعل إلقاء خطاب أمام جمهور بشكل مباشر. ويُفهم إلقاء الخطب أمام الجمهور عموما على أنه أمر رسمي، يكون وجهاً لوجه أمام الجمهور يخاطب فيه شخص واحد مجموعة من المستمعين. وتقليديا، كان فن الخطابة يشكل جزءا من فن الإقناع. ويمكن توظيف الخطابة في تحقيق أغراض خاصة، كالإخبار والإقناع والتسلية. كما يمكن أيضا استخدام أساليب وطرق وقواعد مختلفة حسب سياق الخطاب.
وقد بدأت بوادر نشأة الخطابة في روما واليونان وأمريكا اللاتينية. وأثر المفكرون البارزون في هذه البلدان على تطور فن الخطابة وتاريخها. وفي الوقت الحالي، تواصل التكنولوجيا تطوير فن الخطابة من خلال التكنولوجيا المتاحة حديثًا مثل مؤتمرات الفيديو والعروض التقديمية متعددة الوسائط والأشكال غير التقليدية الأخرى.

## الاستخدامات
يمكن أن تخدم الخطابة غرض نقل المعلومات، ورواية قصة، أو تحفيز الناس على القيام بفعل معين أو تشجيعهم. وتلخص هذه الأغراض في ثلاثة أغراض عامة: الإخبار والإقناع والتسلية. وتعتبر معرفة متى يكون الخطاب العام أكثر فاعلية وكيف يتم ذلك بشكل صحيح مفتاح فهم أهميته.
وغالبًا ما تتم صياغة أو إلقاء خطاب عن الأعمال والفعاليات التجارية من طرف متخصصين. كما يمكن التعاقد مع هؤلاء الخطباء بشكل مستقل، بالتواصل مع مكتب خطباء، أو بوسائل أخرى. ويلعب الخطاب العام دورًا كبيرًا في العالم المهني. وفي الواقع، يُعتقد أن 70 في المئة من جميع الوظائف تشمل شكل ما من أشكال الخطابة.

## التاريخ

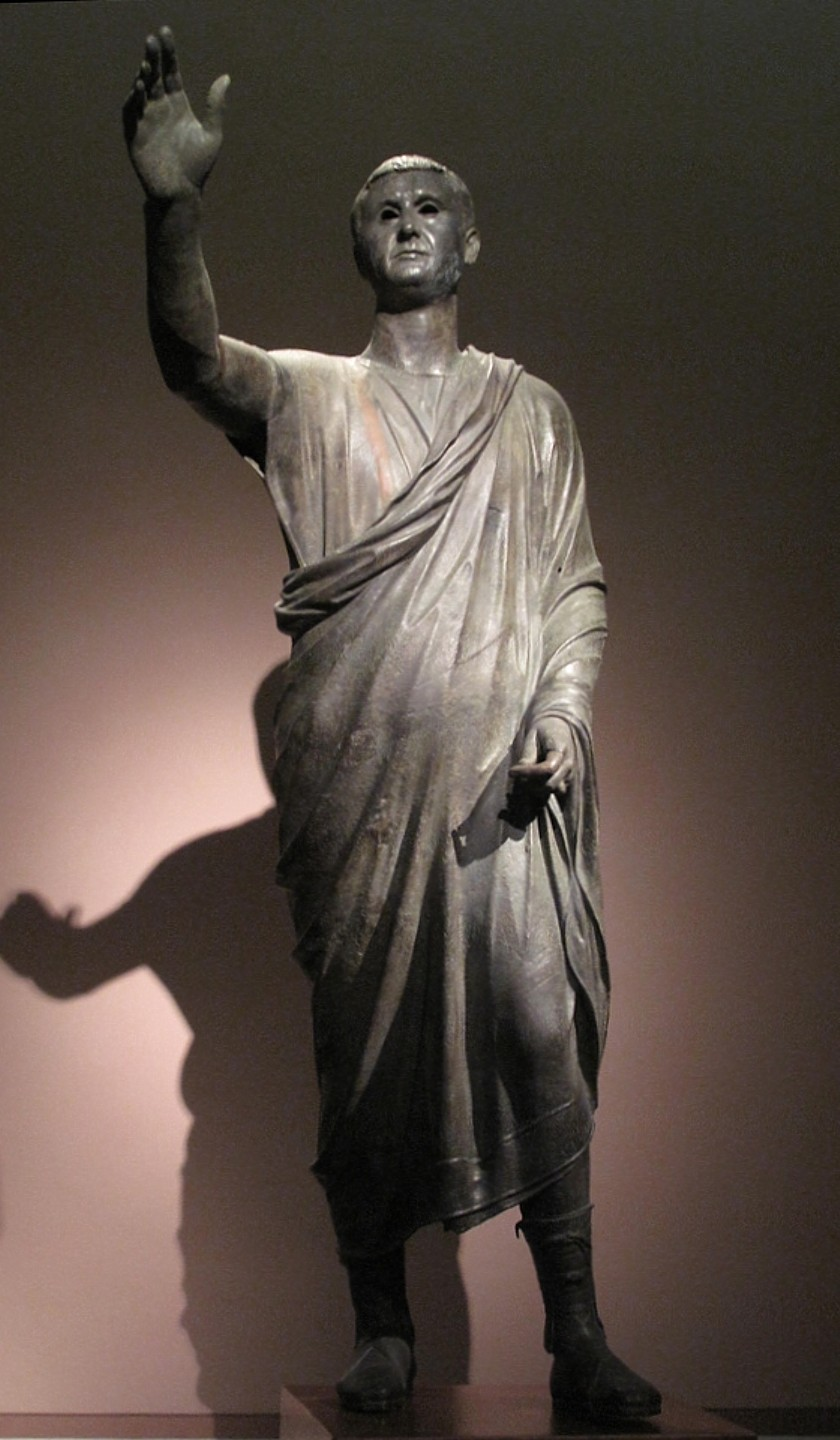
الخطيب ، ج. 100 قبل الميلاد، وهو إتروسكو - الروماني البرونزية النحت تصور Aule Metele (اللاتينية: أولوس ميتيلوس)، والأترورية رجل يرتدي السترة الرومانية بينما هو منخرط في الخطاب. يعرض التمثال نقشًا في الأبجدية الأترورية.

على الرغم من وجود أدلة على تداريب على فن الخطابة في مصر القديمة،  كانت أول قطعة معروفة  عن الخطابة، التي كتبت منذ أكثر من 2000 عام، في بلاد اليونان القديمة. حيث تم تفصيل هذا العمل حول المبادئ المستمدة من ممارسات وخبرات الخطباء اليونانيين القدامى. وكان أرسطو أول من قام بتسجيل معلمي الخطابة لأول مرة الذين استخدموا قواعد ونماذج محددة. وأدى تركيزه على الخطابة إلى أن يصبح الخطاب جزءًا أساسيًا من التعليم الحر خلال العصور الوسطى وعصر النهضة. وجسدت الأعمال الكلاسيكية القديمة التي كتبها الإغريق القدماء الطرق التي علموا وطوروا بها فن الخطابة قبل آلاف السنين.
وشكل فن الخطابة في كل من اليونان وروما الكلاسيكية مكونا رئيسا للتكوين وإلقاء الخطب، وكلاهما شكلا مهارات حاسمة للمواطنين الذين وظفوها في الحياة العامة والخاصة. وفي اليونان القديمة، كان المواطنون يلقون الخطب بأنفسهم بدلا عن توكيل محترفين عنهم، مثل المحامين في عصرنا، ليتحدثوا نيابة عنهم. ويجب على أي مواطن يرغب في النجاح في المحكمة أو في السياسة أو في الحياة الاجتماعية أن يتعلم أساليب التحدث أمام الجمهور. وتم تدريس أدوات الخطاب أولاً من قبل مجموعة من المعلمين البلاغيين أو ما سمي «السوفيسطائين» والذين اشتهروا بتعليم الطلاب مقابل الأجر كيفية التحدث بفعالية باستخدام الأساليب التي طوروها.
وبصورة منفصلة عن السوفيسطائين، فقد طور كل من سقراط وأفلاطون وأرسطو نظرياتهم الخاصة بخصوص الخطابة أمام الجمهور وقاموا بتدريس هذه المبادئ للطلاب الذين يريدون تعلم مهارات في الخطابة. وقام أفلاطون وأرسطو بتدريس هذه المبادئ في المدارس التي أسساها، خاصة الأكاديمية وليقيون، على التوالي. وعلى الرغم من أن اليونان القديمة فقدت السيادة السياسية في نهاية المطاف، إلا أن الثقافة اليونانية للتدريب في مجال الخطابة أمام الجمهور قد تبناها الرومان على نحو مماثل تقريبًا.
.

### روما
قام الخطباء الرومان خلال الصعود السياسي للجمهورية الرومانية بنسخ وتعديل التقنيات اليونانية القديمة في فن الخطابة أمام الجمهور. وتطور تدريس فن الخطابة ليصبح منهجا كاملا، شمل تدريس قواعد اللغة (دراسة الشعراء)، والتدريب الأولي (progymnasmata)، وإعداد الخطب العامة (الإلقاء) في كلا النوعين التشريعي والتداولي.
وقد تأثر أسلوب البلاغة اللاتيني بشكل كبير بشيشرون وركز بقوية على التعليم بصفة عامة في جميع مجالات الدراسة الإنسانية في الفنون الحرة، بما في ذلك الفلسفة. وشملت المجالات الأخرى للدراسة استخدام الذكاء والدهاء، واستمالة المستمع، واستخدام المراوغة. وقد بقي فن الخطابة في الإمبراطورية الرومانية، رغم أنه كان أقل أهمية في الحياة السياسية منه في أيام الجمهورية، حبيس القانون وأصبح شكلاً كبيراً من أشكال الترفيه. وأصبح الخطباء مشاهير في روما القديمة، كونوا ثروات ضخمة وأصبحوا بارزين في المجتمع.
وكان الأسلوب اللاتيني الشكل الرئيس لفن الخطابة حتى بداية القرن العشرين. وبعد الحرب العالمية الثانية، مع ذلك، بدأ أسلوب الخطابة اللاتينية يخرج تدريجياً عن مساره، حيث أًبح يعتبر الكلام البديع غير عملي. ومن المحتمل أن يكون لهذا التغيير الثقافي علاقة بنشوء الأسلوب العلمي والتركيز على أسلوب «عادي» في التحدث والكتابة. وأصبحت حتى الخطابات الرسمية أقل بداعة بكثير اليوم مما كانت عليه في العصر الكلاسيكي.

## خطب تاريخية
على الرغم من التحول في الأسلوب، لا تزال أفضل الأمثلة المعروفة للخطابة القوية تدرس بعد سنوات من تقديمها. من بين هذه الأمثلة:
- خطبة جنازة بريكليس في عام 427 قبل الميلاد مخاطبا أولئك الذين لقوا حتفهم خلال الحرب البيلوبونية
- خطاب أبراهام لنكولن في جيتيسبيرغ في عام 1863
- خطبة سوجورنر تروث حول المشاكل العرقية وحقوق المرأة "ألست أنا امرأة؟
- رسالة المهاتما غاندي حول المقاومة باللاعنف في الهند، التي بدورها ألهمت مارتن لوثر كنغ جونيور، في خطاب «لدي حلم» في نصب واشنطن التذكاري في عام 1963.[6]

## المرأة والخطابة
مُنعت النساء خلال القرنين الثامن عشر والتاسع عشر من التحدث علنًا داخل قاعات المحكمة، ومجلس الشيوخ، والمنابر. وكان من غير المناسب أيضًا سماع صوت النساء في مكان عام. وكانت جمعية الأصدقاء الدينية (الكويكرز) استثناء، حيث سمحت الجماعة للنساء بالتحدث في اجتماعات الكنيسة.
وتعتبر فرانسيس ورايت واحدة من أوائل من ألقى الخطب في الولايات المتحدة. حيث دعت إلى المساواة في التعليم بين النساء والرجال بخطاباتها أمام جماهير كبيرة ومن خلال الصحافة. وحاضرت الأمريكية من أصل أفريقي ماريا ستيوارت التي قيل أيضًا إنها المتحدثة الثانية للولايات المتحدة، في بوسطن أمام الرجال والنساء بعد 4 سنوات فقط من رايت في عامي 1832 و1833 حول الفرص التعليمية وتهميش الفتيات الصغيرات.
وقامت شقيقتان تدعيان أنجيلينا وسارة غريمكي بإنشاء منصة للمحاضرات العامة للنساء. وكانتا أول عميلتين للجمعية الأمريكية لمكافحة الرق. وقادت الشقيقتان أيضًا العديد من الجولات خلال عامي 1837 و1839، أي بعد 5 سنوات فقط من ماريا ستيوارت. وواجهت الشقيقتان مقاومة من الكنائس التي لم تتفق مع إلقاء خطاباتهما باعتبارهما نساء. وتحدثت الشقيقتان عن مدى ارتباط العبودية بحقوق المرأة ولماذا تحتاج المرأة إلى المساواة.